# ハンス・シュタインコップ
ハンス・シュタインコップ（Hanns Steinkopf, 1901年1月17日 - 1972年3月7日）は、ドイツ出身の指揮者、編曲家。
ダルムシュタットの生まれ。
ラス・パルマス・デ・グラン・カナリアにて没。

## ディスコグラフィ
- Büchsenschütz, Gustav; Lincke, Paul; Kunoth, Georg (1950). Märkische Heide ;Hipp-hipp-hurra : Marsch über das Lied von G. Büchsenschütz : Marsch. Telefunken. OCLC 874541035
- Büchsenschütz, Schrammel; Jurek, Wilhelm August (1950). Wien bleibt Wien ;Deutschmeister Regiments-Marsch : Marsch. Polydor. OCLC 874541035

## 註
1. ↑  “78 rpm record reviews [military music]”. 2017年11月19日時点のオリジナルよりアーカイブ。2017年11月19日閲覧。
2. ↑  ハンス・シュタインコップ - オールミュージック
3. ↑  ハンス・シュタインコップ - Discogs（英語）

| スタブアイコン | サブスタブ | この項目は、まだ閲覧者の調べものの参照としては役立たない、人物に関連した書きかけの項目です。この項目を加筆・訂正などしてくださる協力者を求めています（P:人物伝/PJ:人物伝）。 |